# Mediocalcar crenulatum
Mediocalcar crenulatum är en orkidéart som beskrevs av Johannes Jacobus Smith. Mediocalcar crenulatum ingår i släktet Mediocalcar och familjen orkidéer. Inga underarter finns listade i Catalogue of Life.